# フェラ・クティ
フェラ・クティ（Fela Kuti、1938年10月15日 - 1997年8月2日）は、ナイジェリア出身のミュージシャン、政治活動家。サクソフォーン、ピアノなど複数の楽器を演奏するマルチミュージシャンで、アフロビートの創始者だった。息子のフェミ・クティ、シェウン・クティ、孫のメイド・クティもミュージシャンとして活動。

## 生涯
1938年、フェラ・ランサム＝クティは、ナイジェリアのアベオクタに生まれる。父は牧師兼教師でミュージシャンのキャノン・I・O・ランサム＝クティ、母はナショナリズム運動家のフンミラヨ・ランサム＝クティ。他に兄と弟、妹が1人ずついる。経済的には中程度以上の家庭であり、両親の影響で若い頃には医学を学んでいたが、比較的早期に音楽への道を志すようになる。
1958年、ロンドンのトリニティ音楽大学に入学し、単身留学する。在学中にトランペットを習得し、友人たちと「フェラ・アンド・クーラ・ロビトス」(Fela Ransome-Kuti & the Koola Lobitos) を結成する。なおこの時期に黒人差別を体感したことが、彼に生涯にわたる深い影響を及ぼすことになる。1963年、同大学卒業。21歳のときに結婚した3歳年下の女性とナイジェリアに帰国する。クーラ・ロビトスを率いて本格的に音楽活動を開始するが、金銭面でかなり苦戦する。これはナイジェリアには、音楽を愛好する富裕層が少なかったことが一因であった。そのため彼はガーナへツアーに旅立つ。当時は流行のハイライフ・ジャズを演奏しており、バンドは人気を獲得するが金銭面での苦境は続いた。1968年、アメリカツアーに向けた記者会見上で、自身の音楽を「アフロビート」と定義づけた。1969年、アメリカにツアーに旅立つ。しかし同国においてフェラのようなアフリカ音楽は、聴衆の関心を集めるものではなかった。マネジメントにも恵まれず、さらに彼らは労働許可証を保持していなかったためアメリカ移民局に睨まれ、メンバーの一部が離脱するなど辛酸を舐めた。さらにここでも黒人差別に直面し、マルコムXやブラックパンサー党などについて学び始める。これにより彼の音楽性は、アフリカ土着音楽とファンクの融合へと変化し、政治的メッセージも重視するようになった。
1970年、ナイジェリアへ帰国。「アフロ・スポット」と名付けた会場を拠点に活動し、バンド名を「フェラ・アンド・ナイジェリア70」に改名。続いて「フェラ・アンド・アフリカ70」（Fela Ransome-Kuti and the Africa '70）に改名した。これが「アフロビート」の完成である。聴衆の獲得に成功し、「アフロ・スポット」を「アフリカ・シュライン」に改名。以後、同会場はフェラの活動本拠地となり、聖地として現在も名高い。なおシュラインは「聖堂」を意味する。政治的メッセージはより強化され、黒人の解放に加えて「キリスト教、イスラム教の破棄」、パン・アフリカニズムの実現をも訴えるようになる。またそれによる富裕層による圧迫も、時とともに激しさを増すようになる。
1974年、ついに公権力からの弾圧が強行され、フェラは警察によって大麻所持容疑と未成年者誘拐で逮捕され、カラクタ監房に2週間拘置される。しかし大麻所持は証明されず、さらにフェラの許にいた未成年とされた女性（実際は成年女性だった）は、あくまでも自身の意思による家出であることが明かされ、彼は釈放された。帰宅したフェラは自宅の周囲を高さ4mの有刺鉄線で囲み、そこを「カラクタ共和国」と命名した。彼はその場所で志を同じくして集まった仲間たちと共同生活を営み、国家との対立を一層深めるようになった。一方でカメルーン・ツアーを成功させるなど、音楽的・経済的な成功を収めた。1975年には、再び逮捕された経験を元にアルバム『エクスペンスィヴ・シット』と、警察にカラクタ共和国を攻撃された際に負傷した経験を元にアルバム『カラクタ・ショー』を発表しヒットする。民主的ではない政府に疎まれた彼は都合12回逮捕されるが、そのつど証拠不十分によって釈放されている。
1976年、フェラは白人に強制されていたキリスト教の洗礼名「ランサム」を捨て、フェラ・アニクラポ・クティ（Fela Aníkúlápó Kuti）と改名する。アニクラポは「死を操れる者」の意味。また軍隊をゾンビに喩えたフェラの代表作『ゾンビ』はこの年に発表された。1977年、対立はついに頂点に達し1,000人の軍隊により共和国は襲撃を受ける。建造物は放火によって消失、77歳になっていたフェラの母フンミラヨはこのとき受けた傷が元で翌年他界する。フェラは拘留され裁判が開かれるが、この公判は警察によって、「ニューヨーク・タイムズ」などの外国報道機関が追放された閉鎖的なものであった。結果的に彼は釈放されるが政府の圧力により公演会場からは締め出されてしまい、カラクタ「共和国」という呼称も禁止勧告を受ける。1978年、バンドメンバーである女性コーラス27人と合同結婚式を行った。
1981年、音楽活動の傍ら講演会やシンポジウムに精力的に参加するようになり、大学生などから熱烈な支持を受ける。またこの年以降、バンド名を「フェラ・アンド・エジプト80」(Fela Anikulapo Kuti and the Egypt '80) に改名する。なおこの年に日本盤のアルバムが初めて発売された。1984年、為替管理違反でついに懲役10年の実刑判決を受ける。しかし刑を宣告した裁判官本人が、「圧力による不当な判決である旨を公表」し、国際的に支援運動が展開され1986年には釈放される。1980年代には音楽にエレクトリック・サウンドが導入されるようになるが、フェラの体調不良や意欲の低下もあり活動は停滞し、リリースが減少していく。
1997年8月2日、エイズによる合併症で死去。58歳。フェラが創始者であったアフロビートは、実子のフェミ・クティ（Femi Kuti、1962年6月16日 - ）やフェミとは腹違いのシェウン・クティ、さらにトニー・アレンらにより受け継がれている。

## ディスコグラフィ
フェラはその長いキャリアにおいてスタジオ・アルバム、ライブ・アルバムを多数発表した。一度、音盤として収録した楽曲は、二度とライブで演奏しない傾向もあった。

### リーダー・アルバム
- 『クーラ・ロビトス 64-68/ザ・'69・ロス・アンジェルス・セッションズ』 - Fela Fela Fela (1970年) ※『The '69 Los Angeles Sessions』として再発
- 『ロンドン・シーン』 - Fela's London Scene (1970年)
- 『ライヴ!・ウィズ・ジンジャー・ベイカー』 - Live! (1971年) ※ライブ

ロンドンのアビー・ロード・スタジオに150人ほどの聴衆を集めて、元クリームのジンジャー・ベイカー（ドラムス）と共演した模様を収録したライブ・アルバム。Fela Ransome-Kuti And The Africa '70 With Ginger Baker名義。
- 『ホワイ・ブラック・マン・デイ・サファー』 - Why Black Man Dey Suffer (1971年)
- 『オープン・アンド・クローズ』 - Open & Close (1971年)
- 『ロフォロフォ・ファイト』 - Roforofo Fight (1972年)
- 『シャカラ』 - Shakara (1972年)

音楽性が完成を見たと評価されているアルバム
- 『アフロディジアク』 - Afrodisiac (1973年)
- 『ジェントルマン』 - Gentleman (1973年)
- 『コンフュージョン』 - Confusion (1974年)
- 『ヒー・ミス・ロード』 - He Miss Road (1974年)

ジンジャー・ベイカーがプロデュース
- 『アラグボン・クローズ』 - Alagbon Close (1975年)
- 『エヴリシング・スキャッター』 - Everything Scatter (1975年)
- 『エクスキューズ O』 - Excuse O (1975年) ※旧邦題『フェラ・アゲイン!!』
- 『エクスペンスィヴ・シット』 - Expensive Shit (1975年)

警察に収監された体験から生まれたアルバム。
- 『モンキー・バナナ』 - Before I Jump Like Monkey Give Me Banana (1975年)
- 『ノイズ・フォー・ヴェンダー・マウス』 - Noise For Vendor Mouth (1975年)
- 『イコイ・ブラインドネス』 - Ikoyi Blindness (1976年)

アニクラポに改名して初めてのアルバム。「イコイ（Ikoyi）」は上流階級が多く住む地区の名前
- 『カラクタ・ショー』 - Kalakuta Show (1976年)

カラクタ襲撃事件を描いたアルバム
- 『ナ・ポイ』 - Na Poi (1976年)
- 『アンネッセサリー・ベッギング』 - Unnecessary Begging (1976年)
- 『アップサイド・ダウン』 - Upside Down (1976年) ※旧邦題『アフロ・ビートの王者』
- 『イエロー・フィーヴァー』 - Yellow Fever (1976年)
- 『フィアー・ノット・フォー・マン』 - Fear Not For Man (1977年)
- 『ジェイ・ジェイ・ディー』 - J.J.D – Live at Kalakuta Republik (1977年) ※ライブ
- 『ノー・アグリメント』 - No Agreement (1977年)
- 『オポジット・ピープル』 - Opposite People (1977年)
- 『ソロウ・ティアーズ・アンド・ブラッド』 - Sorrow Tears and Blood (1977年)
- 『シャファーリング&シュミリング』 - Shuffering and Shmiling (1977年)
- 『ステールメイト』 - Stalemate (1977年)
- 『ゾンビ』 - Zombie (1977年)

軍隊の襲撃を受けた体験から生まれたアルバム。最も著名な作品の1つ
- 『アンノン・ソルジャー』 - Unknown Soldier (1979年)
- 『V.I.P.』 - V.I.P. (1979年) ※ライブ

1978年のベルリン公演を収録したライブ・アルバム。タイトルは「Very Important Person」ではなく「権力を手にしたヤクザ者（Vagabonds in Power）」の意味であることが冒頭で語られている
- 『ミュージック・オブ・メニィー・カラーズ』 - Music of Many Colours (1980年)

ロイ・エアーズとの競演アルバム。Fela Anikulapo Kuti And Roy Ayers名義
- 『オーソリティー・ステアリング』 - Authority Stealing (1980年)
- 『I.T.T.』 - I.T.T. (International Thief Thief) Part 1&2 (1980年)

ナイジェリアの企業を「国際的窃盗集団」と罵倒したアルバム
- 『コフィン・フォー・ヘッド・オブ・ステート』 - Coffin for Head of State (1981年)
- 『ブラック・プレジデント』 - Black-President (1981年)
- 『オリジナル・サファー・ヘッド』 - Original Sufferhead (1981年)

初めてエレクトリック・サウンドを導入。本作からバンド名をエジプト80に改名
- 『パラムビュレイター』 - Perambulator (1983年)
- 『ライヴ・イン・アムステルダム』 - Live in Amsterdam (1983年) ※ライブ
- 『アーミー・アレンジメント』 - Army Arrangement (1985年)

フェラに無断でリミックス盤が製作されたこともあるアルバム
- I Go Shout Plenty (1986年) ※1977年録音
- 『ティーチャー・ドント・ティーチ・ミー・ナンセンス』 - Teacher Don't Teach Me Nonsense (1986年)
- 『ビースツ・オブ・ノー・ネーション』 - Beasts of No Nation (1989年)
- 『O.D.O.O.』 - O.D.O.O. (Overtake Don Overtake Overtake) (1990年)
- Confusion Break Bones (1990年)
- Just Like That (1991年)
- 『アンダーグラウンド・システム』 - Underground System (1992年)

結果的に遺作となったアルバム
- Live in Detroit 1986 (2010年) ※ライブ

### 映像作品
- 『フェラ・イン・コンサート』 - Fela in Concert (2001年)

1981年にパリで行われたライブを収録
- 『ザ・ベスト・オブ・フェラ・クティ』 - Music Is The Weapon (2004年)

1980年にフランスで制作されたドキュメンタリー。日本盤はDVD+2CDとして発売